# Teoría de la autoverificación

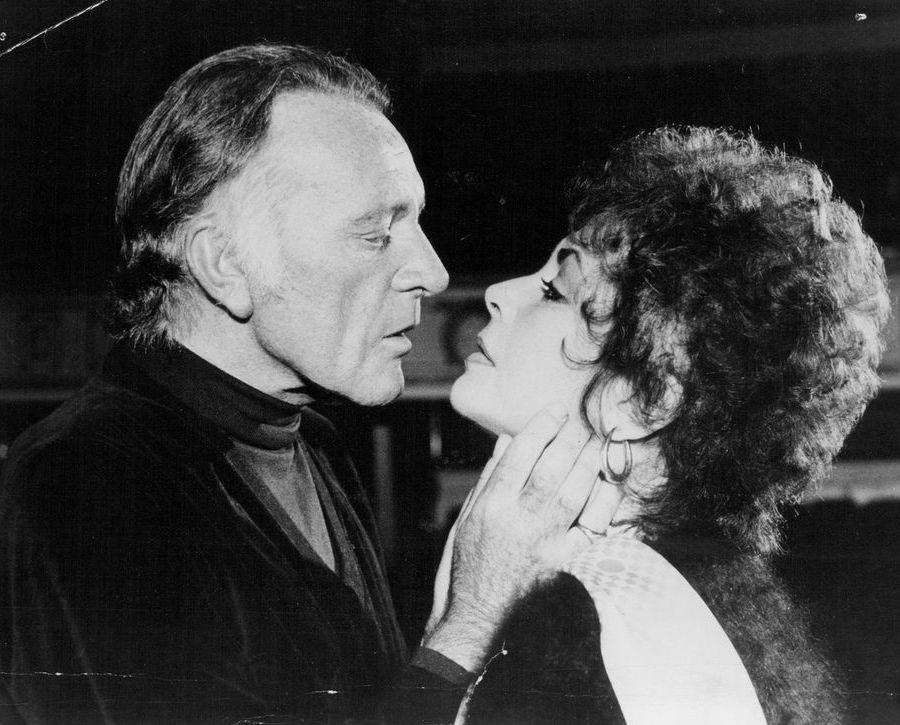
Liz Taylor y Richard Burton (aquí en una fotografía de 1938) representaron muchas obras que evidencian las relaciones de autoverificación con diferentes autoestimas.

La autoverificación es una teoría de la psicología social que afirma que la gente quiere ser conocida y entendida por los demás de acuerdo a sus firmes creencias y sentimientos acerca de sí mismos (incluyendo el concepto de sí mismo y la autoestima).

## Antecedentes
Debido a que los autoconceptos y la autoestima juegan un papel importante en la comprensión del mundo, proporcionando un sentido de coherencia y una acción rectora, las personas se motivan a mantenerlos a través de la autoverificación. Tales esfuerzos proporcionan estabilidad a la vida de las personas, haciendo que sus experiencias sean más coherentes, ordenadas y comprensibles de lo que serían de otra manera. Los procesos de autoverificación también son adaptativos para grupos, grupos de diversos orígenes y la sociedad en general, en el sentido de que hacen que las personas sean predecibles entre sí y, por lo tanto, sirven para facilitar la interacción social. Con este fin, las personas participan en una variedad de actividades que están diseñadas para obtener información de autoverificación. 
Desarrollada por William Swann (1981), la teoría surgió de escritos anteriores, que sostuvo que la gente formula autovisiones para poder entender y predecir las respuestas de los demás y saber cómo actuar con ellos.

## Diferencia entre autoestima positiva y negativa
Hay diferencias individuales en las opiniones de las personas sobre ellos mismos. Entre las personas con autoestima positiva, el deseo de autoverificación funciona junto con otro motivo importante, el deseo de evaluaciones y autoevaluación positivas. [3] Por ejemplo, aquellos que se consideran a sí mismos como "perspicaces" encontrarán que sus motivos tanto para la autoverificación como para la autoestima los alientan a buscar evidencia de que otras personas reconozcan su perspicacia.
Por el contrario, las personas con autoestima negativa encontrarán que el deseo de autoverificación y autoevaluación compiten. Considere a las personas que se ven a sí mismas como desorganizadas. Mientras que su deseo de mejorarse los obligará a buscar evidencia de que los demás los perciben como organizados, su deseo de autoverificación les obligará a buscar evidencia de que los demás los perciben como desorganizados. Los esfuerzos de autoevaluación tienden a prevalecer sobre los esfuerzos de autoverificación cuando las personas están seguras del autoconcepto y cuando tienen autoestimaciones extremadamente depresivas.
Los esfuerzos de autoverificación pueden tener consecuencias indeseables para las personas con autoestima negativa (personas deprimidas y personas con baja autoestima). Por ejemplo, los esfuerzos de autoverificación pueden hacer que las personas con puntos de vista negativos graviten hacia las parejas que los maltratan, socavan sus sentimientos de autoestima o incluso abusan de ellos. Y si las personas con autoestima negativa buscan terapia, regresar a casa con un compañero que critica puede deshacer el progreso que se realizó allí. Finalmente, en el lugar de trabajo, los sentimientos de inutilidad que afectan a las personas con baja autoestima pueden fomentar sentimientos de ambivalencia sobre recibir un trato justo, sentimientos que pueden socavar su propensión a insistir en obtener lo que merecen de sus empleadores.
Estos hallazgos y otros relacionados señalan la importancia de los esfuerzos para mejorar los puntos de vista de aquellos que sufren de baja autoestima y depresión.

## Efectos sobre el comportamiento
En una serie de estudios, los investigadores preguntaron a los participantes con autoestima positiva y negativa si preferirían interactuar con los evaluadores que tenían impresiones favorables o desfavorables sobre ellos. Los resultados mostraron que aquellos con autoestima positiva preferían evaluadores favorables y aquellos con autoestima negativa preferían evaluadores desfavorables. Este último hallazgo reveló que los esfuerzos de autoverificación a veces pueden superar a los esfuerzos de positividad.
Los motivos de autoverificación operan para diferentes dimensiones del autoconcepto y en muchas situaciones diferentes. Los hombres y las mujeres se muestran igualmente inclinados a mostrar esta tendencia, y no importa si las autoestimaciones se refieren a características que son relativamente inmutables (p. Ej., Inteligencia) o cambiantes (p. Ej., Diligencia), o si las propias visiones son altamente específicas (por ejemplo, deporte) o globales (por ejemplo, baja autoestima, inutilidad). Además, cuando las personas eligen compañeros negativos sobre los positivos, no es simplemente un esfuerzo por evitar interactuar con los evaluadores positivos (es decir, por la preocupación de que puedan decepcionar a tales evaluadores positivos). Más bien, las personas eligen parejas negativas que se autoverifiquen también. Finalmente, el trabajo reciente ha demostrado que las personas trabajan para verificar los puntos de vista propios asociados con las pertenencias grupales. Por ejemplo, las mujeres buscan evaluaciones que confirmen su creencia de que poseen cualidades asociadas con ser mujer.
La teoría de autoverificación sugiere que las personas pueden comenzar a dar forma a las evaluaciones de los demás antes de que comiencen a interactuar con ellos. Por ejemplo, pueden mostrar indicios de identidad (ver: gestión de impresiones). Las señales de identidad más efectivas permiten a las personas señalar quiénes son a posibles socios de interacción.
- Aspecto físico, como ropa, postura corporal, comportamiento.[10] Por ejemplo, la persona de baja autoestima que evoca reacciones que confirman sus puntos de vista negativos como la caída de hombros y mantener la mirada fija en el suelo.
- Otras señales, como el auto que alguien compra, la casa donde viven, la forma en que decoran su entorno de vida. Por ejemplo, un SUV evoca reacciones que confirman la autoestima positiva de una persona.

Los esfuerzos de autoverificación también pueden influir en los contextos sociales en los que las personas entran y permanecen. Las personas rechazan a aquellos que proporcionan retroalimentación social que no confirma sus puntos de vista, como las personas casadas con opiniones negativas que rechazan cónyuges que los ven positivamente. y viceversa. Los compañeros de cuarto de la universidad se comportan de manera similar. La gente está más inclinada a divorciarse de las parejas que los percibieron demasiado favorablemente. En cada uno de estos casos, la gente gravitó hacia las relaciones que les proporcionaron evaluaciones que confirmaron sus puntos de vista y huyeron de aquellos que no lo hicieron.
Cuando las personas no logran obtener reacciones de autoverificación mediante la exhibición de señales de identidad o mediante la elección de entornos sociales autoverificadores, aún pueden adquirir tales evaluaciones al evocar sistemáticamente reacciones confirmatorias. Por ejemplo, las personas deprimidas se comportan de manera negativa hacia sus compañeros de habitación, lo que hace que estos compañeros de habitación los rechacen.
La teoría de la autoverificación predice que cuando las personas interactúan con los demás, hay una tendencia general para que ellos lleven a los otros a verlos tal como se ven a sí mismos. Esta tendencia es especialmente pronunciada cuando comienzan a creer que la otra persona los ha malinterpretado, aparentemente porque las personas lo compensan trabajando especialmente duro para lograr que otros confirmen sus puntos de vista. Las personas incluso dejarán de trabajar en las tareas a las que se les asignó si perciben que su trabajo provoca comentarios no verificables.

## Papel del sesgo de confirmación
Artículo principal: Sesgo de confirmación
La teoría de la autoverificación predice que los puntos de vista de las personas harán que vean el mundo como más solidario de lo que realmente es. Es decir, los individuos procesan la información de una manera sesgada. Estos sesgos pueden ser conscientes y deliberados, pero probablemente se hagan más comúnmente sin esfuerzo y sin conciencia. Mediante el uso creativo de estos procesos, las personas pueden aumentar drásticamente sus posibilidades de lograr la autoverificación. Hay al menos tres aspectos relevantes del procesamiento de la información en la autoverificación:
1. Atención: las personas atenderán a las evaluaciones que autoconfirman sin tener en cuenta las evaluaciones que no confirman.[14]
2. Recuperación de la memoria: se autovisualiza la recuperación de la memoria sesgada para favorecer el material de autoconfirmación sobre los elementos que no lo confirman.[16]
3. Interpretación de la información: las personas tienden a interpretar la información de maneras que refuerzan sus propias opiniones.[17]

Estas formas distintas de autoverificación a menudo se pueden implementar secuencialmente. Por ejemplo, en una situación, las personas pueden primero tratar de localizar socios que verifiquen una o más puntos de vista propios. Si esto no funciona, pueden redoblar sus esfuerzos para obtener la verificación de la autovisión en cuestión o esforzarse por obtener la verificación de una autovisión diferente. Si esto falla, pueden esforzarse por "ver" más autoverificación de la que realmente existe. Y, si esta estrategia también es ineficaz, pueden retirarse de la relación, ya sea psicológicamente o en la realidad.

## Procesos relacionados

### Preferencia por la novedad
La gente parece preferir niveles modestos de novedad; quieren experimentar fenómenos que son lo suficientemente desconocidos como para ser interesantes, pero no tan desconocidos como para ser atemorizantes o demasiado familiares como para ser aburridos.
Las implicaciones de la preferencia de las personas por la novedad para las relaciones humanas no son directas y obvias. La evidencia de que las personas desean la novedad proviene principalmente de los estudios de las reacciones de las personas a los objetos de arte y similares. Esto es diferente cuando se trata de seres humanos y relaciones sociales porque las personas pueden desviar la atención de los objetos novedosos ya familiares, mientras que hacerlo en las relaciones humanas es difícil o imposible. Pero los objetos de arte nuevos son muy diferentes de las personas. Si una obra de arte se vuelve demasiado estimulante, podemos simplemente cambiar nuestra atención a otra parte. Esta no es una opción viable si nuestro cónyuge repentinamente comienza a tratarnos como si fuéramos otra persona, ya que dicho tratamiento plantearía serias dudas sobre la integridad de los sistemas de creencias de las personas. En consecuencia, las personas probablemente equilibran los deseos competitivos de predictibilidad y novedad al satisfacer el deseo de novedad dentro de contextos en los que las sorpresas no son amenazantes (por ejemplo, actividades recreativas), mientras buscan coherencia y predictibilidad en contextos en los que las sorpresas pueden ser costosas, como en contexto de relaciones duraderas.

### Tensión por la automejora
Los esfuerzos de autoverificación de las personas tienden a ser más influyentes cuando las identidades y comportamientos relevantes les importan. Por lo tanto, por ejemplo, la autovisión debe mantenerse firmemente, la relación debe ser duradera, y el comportamiento en sí mismo debe ser consecuente. Cuando no se cumplen estas condiciones, las personas se preocuparán relativamente por preservar sus puntos de vista y, en cambio, se complacerán en su deseo de mejorarse a sí mismas. Además, las reacciones emocionales autoinformadas favorecen la autoevaluación, mientras que los procesos más reflexivos favorecen la autoverificación.
Pero si las personas con autoestima negativa firme buscan la autoverificación, esto no significa que sean masoquistas o que no deseen ser amados. De hecho, incluso las personas con muy baja autoestima quieren ser amadas. Lo que diferencia a las personas con autoestima negativa es su ambivalencia acerca de las evaluaciones que reciben. Del mismo modo que las evaluaciones positivas fomentan la alegría y el calor inicialmente, estos sentimientos se enfrían más tarde por la incredulidad. Y aunque las evaluaciones negativas pueden fomentar la tristeza de que la "verdad" podría ser menos amable, al menos les asegurará que se conocen a sí mismos. Afortunadamente, las personas con autoestima negativa son la excepción y no la regla. Es decir, en general, la mayoría de la gente tiende a verse a sí misma positivamente. Aunque este desequilibrio es adaptativo para la sociedad en general, plantea un desafío a los investigadores interesados en estudiar la autoverificación. Es decir, para los teóricos interesados en determinar si el comportamiento es impulsado por la autoverificación o los esfuerzos positivos, los participantes con autoestima positiva no revelarán nada porque ambos motivos los obligan a buscar evaluaciones positivas. Si los investigadores quieren saber si las personas prefieren la verificación o la positividad en un entorno de intercambio, deben estudiar a las personas con puntos de vista negativos.

### Cambio de autoconcepto
Aunque los esfuerzos de autoverificación tienden a estabilizar las visiones de las personas, aún pueden producirse cambios en las autoevaluaciones. Probablemente, la fuente más común de cambio se pone en marcha cuando el entorno social reconoce un cambio significativo en la edad de una persona (por ejemplo, cuando los adolescentes se convierten en adultos), estado (por ejemplo, cuando los estudiantes se convierten en maestros) o rol social (por ejemplo, cuando alguien es declarado culpable de un crimen). De repente, la comunidad puede cambiar la forma en que trata a la persona. Eventualmente, el objetivo de dicho tratamiento hará que su autovisión esté de acuerdo con el nuevo tratamiento.
Alternativamente, las personas pueden llegar a la conclusión de que una autoverificación dada es disfuncional u obsoleta y tomar medidas para cambiarla. Considere, por ejemplo, una mujer que decide que sus puntos de vista negativos la han llevado a tolerar parejas abusivas. Cuando se da cuenta de que esos compañeros la están haciendo sentir mal, puede buscar terapia. En las manos de un terapeuta capacitado, puede desarrollar puntos de vista más favorables que, a su vez, la dirijan hacia parejas de relaciones más positivas con las que pueda cultivar relaciones más saludables. Alternativamente, cuando una mujer que no está segura acerca de su autoconcepto negativo entra en una relación con una pareja que está segura de que merece verse a sí misma de manera más positiva, esa mujer tenderá a mejorar su autoconcepto.

## Crítica
Los críticos han argumentado que los procesos de autoverificación son relativamente raros y se manifiestan solo entre personas con autoevaluaciones terriblemente negativas. En apoyo de este punto de vista, los críticos citan cientos de estudios que indican que las personas prefieren, buscan y valoran las evaluaciones positivas más que las negativas. Tales evaluaciones escépticas pasan por alto tres puntos importantes. Primero, dado que la mayoría de las personas tiene autoestimas relativamente positivas, la evidencia de una preferencia por evaluaciones positivas en muestras no seleccionadas puede en realidad reflejar una preferencia por evaluaciones que se autoverifican, porque para tales individuos la autoverificación y los esfuerzos de positividad son indistinguibles. Ningún número de estudios de participantes con autoestima positiva puede determinar si los esfuerzos de autoverificación o autoevaluación son más comunes. En segundo lugar, los esfuerzos de autoverificación no se limitan a las personas con autoestima globalmente negativa; incluso las personas con alta autoestima buscan evaluaciones negativas sobre sus defectos. Finalmente, incluso las personas con autoestima positiva parecen sentirse incómodas con evaluaciones excesivamente positivas. Por ejemplo, las personas con autoestima moderadamente positiva se separan de los cónyuges que las evalúan de manera excepcionalmente positiva.
Otros críticos han sugerido que cuando las personas con puntos de vista negativos buscan evaluaciones desfavorables, lo hacen como un medio para evitar evaluaciones verdaderamente negativas o con el objetivo de mejorarse a sí mismos, con la idea de que esto les permitirá obtener evaluaciones positivas en el futuro. Las pruebas de esta idea no han podido respaldarla. Además, las personas con puntos de vista negativos son más íntimos con los cónyuges que los evalúan negativamente, a pesar de que es poco probable que estos cónyuges les permitan mejorar a ellos mismos. Finalmente, en un estudio de los procesos de pensamiento de las personas cuando eligieron socios de interacción, las personas con autoestima negativa indicaron que eligieron evaluadores negativos porque tales parejas parecían confirmar sus puntos de vista (una consideración epistémica) e interactuar sin problemas con ellos (una consideración pragmática); la superación personal rara vez se mencionaba.